# Ehrling Eliasson
Bror Ehrling Eliasson, född 10 augusti 1952 i Anundsjö församling i Västernorrlands län, är en svensk musiker, sångare och låtskrivare.
Ehrling Eliasson är son till en skogsarbetare och växte upp i en familj med mycket musik. Efter bland annat 13 år på Pettersons Järn i Ullånger satsade Eliasson allt på musiken och har sedan 1987 varit basist, gitarrist, sångare och låtskrivare på heltid. Han har under tio år turnerat med Hans-Erik Nääs och har spelat i trion Just For Fun med Helen Sjöholm och Lars T. Johansson. Sedan 1996 spelar och sjunger han tillsammans med Titti Sjöblom och duon har förutom i Sverige turnerat i Mellanöstern, Jugoslavien och USA. De är engagerade i Försvarets Fältartister. Han fick J R Sundström-priset 2009.
Åren 1980–1995 var han gift med Karin Eliasson (född 1948) och är nu sedan år 2000 gift med sångerskan Titti Sjöblom (född 1949), dotter till direktör Nils Ivar Sjöblom och sångerskan Alice Babs.

## Diskografi i urval
- 1999 – För själ och hjärta / Titti Sjöblom & Ehrling Eliasson
- 2003 – Sjung med oss mamma. Vol. II : toner i fyra generationer / Titti & Alice Babs Sjöblom samt Ehrling Eliasson sjunger tillsammans med Nils & Dennis Breitholtz
- 2005 – Världsarvets serenad – hyllning till Höga Kusten / Ehrling Eliasson & Titti Sjöblom
- 2008 – Titti & Ehrling sjunger Kai Gullmar